# Bridgewater Monument

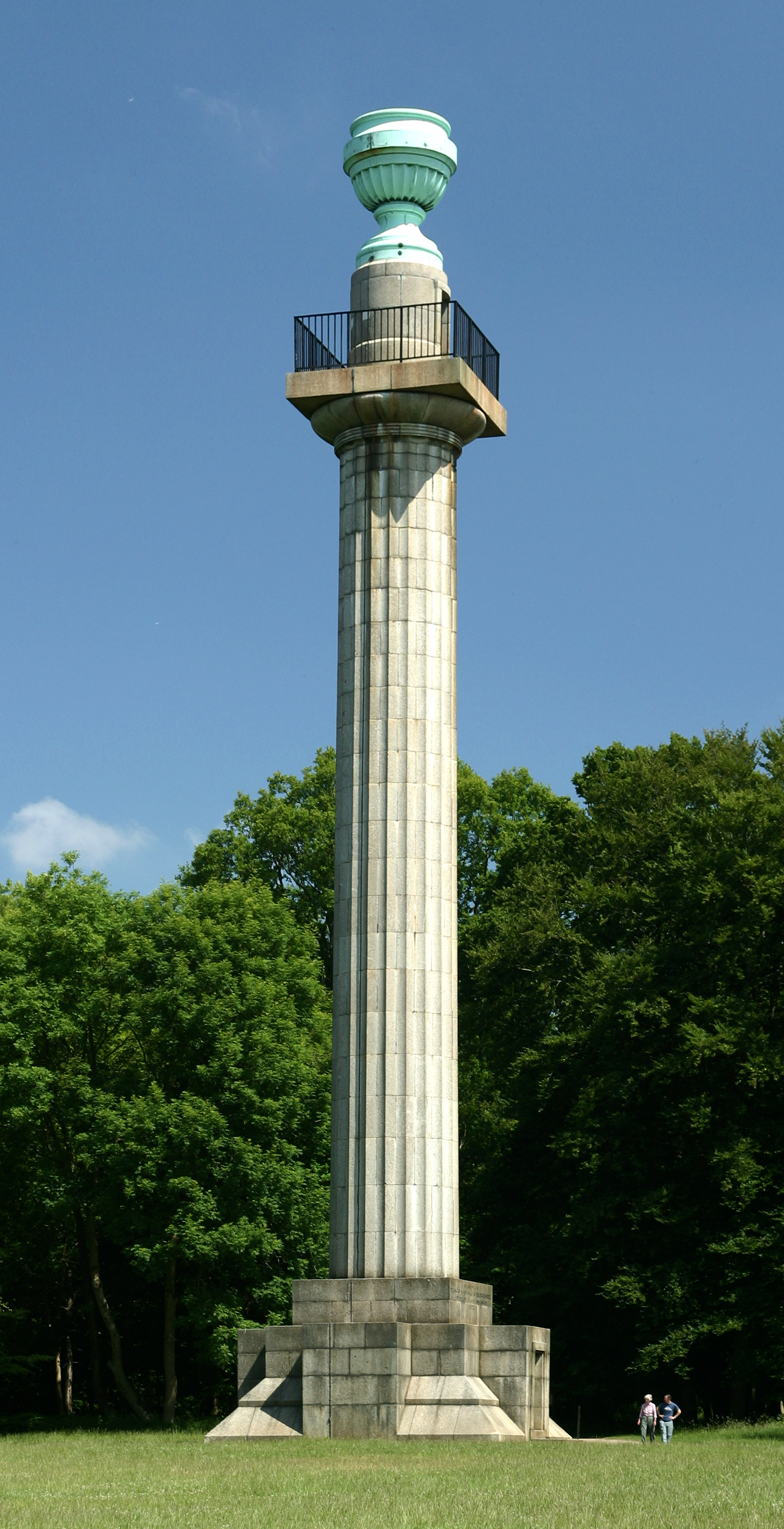
Das Bridgewater Monument

Das Bridgewater Monument ist ein Turm auf dem Anwesen Ashridge in der englischen Grafschaft Hertfordshire, erbaut im Jahre 1832 zur Erinnerung an Francis Egerton, 3. Duke of Bridgewater, den Vater der britischen Binnenschifffahrt.
Es ist 33 Meter hoch mit 170 innenliegenden Stufen. Entworfen wurde das Monument von Sir Jeffry Wyatville im dorischen Stil.
Vom Turm aus schaut man auf die Ortschaft Aldbury und den Grand Union Canal.